# Lliga Vegetariana de Catalunya
La Lliga Vegetariana de Catalunya fou una organització que promovia el vegetarianisme, fundada a Barcelona el març del 1908 pel Dr. Josep Falp i Plana.

## Història
El 29 de març del 1908 es va celebrar la constitució de l'entitat al restaurant Mundial Palace. Hi assistiren 250 persones, les quals eren metges, fabricants, banquers, gerents industrials i comerciants. El mes següent es publicà el primer número de la revista mensual editada per la Lliga: Revista Vegetariana.
Aquesta organització tenia relacions de fraternitat amb d'altres entitats vegetarianes d'arreu d'Espanya i altres països. També es van vincular amb societats protectores d'animals.
El 1909, es va representar una obra en honor de la Lliga al Teatre Romea. El setembre d'eixe any al V Congrés Internacional d'Esperanto la Lliga va fer-hi allí un acte seu.
Hi hagué una discussió de caràcter comercial entre el Dr. Falp i Jaume Santiveri.

## Organització
La Lliga estava formada per tres seccions:
- Científica i Literària
- Social i de Propaganda
- Culinària

Els socis s'escrivien com a soci ordinari (vegetarià practicant) o simpatitzant (no practicant).

## Idees
El seu programa consistia en: l'acció de cooperació de naturalesa sociopolítica, l'acció de difusora del vegetarianisme i el factor comercial. En l'àmbit polític es considerava catòlic i catalanista.
Consideraven enemics la ingesta de carn, el consum de tabac, el cafè i l'alcohol. Defenien les teràpies naturistes i l'esperantisme. Criticaren de manera paternalista l'estil de vida urbanita vingut amb la Revolució Industrial, posant en dubte la idea de progrès de l'època que l'identificava la Revolució Industrial perquè considerava que portava efectes nocius a la salut.
També van tractar d'ocupar-se dels problemes de les classes obreres.
Les seues idees presentaven una influència de les idees del "doctor Danjou, amb relació amb la regeneració de l'exèrcit, i el doctor Tissiè, pel que fa a la pràctica a les escoles".

## Revista Vegetariana
Es publicava cada dia 15 de cada mes i costava 50 cèntims. L'administrava Jaume Santiveri, el grup de redacció eren Rosa Massó i el secretari Marian Anfrunts. Els col·laboradors eren tots els socis de la Lliga. Es podia escriure en català, llengua oficial de la revista, i qualsevol altra llengua romànica.